# Katarzynka (Toruń)
Katarzynka – część urzędowa Torunia. W 2016 roku liczyła czterdziestu mieszkańców.
Jej granice wyznaczają ulice: Stalowa, Kociewska, Polna, Równinna i Skłodowskiej-Curie (od południa), Przy Lesie i wschodniej granicy zakładów przemysłowych (od wschodu), Grudziądzka (od zachodu) i granica miasta Torunia (od północy).
Stanowiła część Mokrego. Początkowo Katarzynka funkcjonowała jako folwark należący do Samuela Luthera Gereta i od jego nazwiska zwany Geretowem. W roku 1791 Geretowo poszerzono o sąsiednie grunty, tworząc 340-hektarową posiadłość zwaną odtąd, na cześć żony Gereta – Katarzyny Konstancji z d. Goebel – Katharinenflur (Katarzynka). W roku 1796 właściciel sprzedał Katarzynkę za 12000 talarów Christianowi Elsnerowi. Folwark mieścił się na obszarze patrymonium toruńskiego, zlikwidowanym po II rozbiorze.
W Katarzynce mieszczą się m.in. miejskie składowisko odpadów o pow. 6,6 ha oraz Centralny Cmentarz Komunalny. Dawna rezydencja Gereta należy do miasta. Założenia dworsko-parkowe na przestrzeni lat zdewastowano.